# Guerra de Perusia
La guerra de Perusia fue una guerra civil entre distintas facciones de la república romana, que transcurrió entre el año 41 a. C. y el 40 a. C.. Enfrentó a Lucio Antonio y Fulvia, con el apoyo de Marco Antonio, contra su enemigo político (y futuro emperador Augusto), Octaviano.

## Desarrollo
Fulvia, quien se había casado con Marco Antonio durante la guerra civil, sintió  que su marido debía gobernar Roma en solitario, en vez de compartir el poder con los otros dos triunviros, en especial Octaviano.
Fulvia y el hermano pequeño de Marco, Lucio, reclutaron ocho legiones en Italia. El ejército se estableció en Roma durante un breve tiempo, aunque luego tuvo que replegarse a la ciudad de Perusia. Durante el invierno del 41-40 a. C., el ejército de Octaviano conquistó la ciudad tras un largo asedio, finalmente rindieron la ciudad de hambre. Ni Fulvia ni Lucio murieron en el asedio, la primera fue exiliada a Sición y el segundo fue enviado a gobernar una provincia de Hispania. El resto de la población de la ciudad fue masacrada por los soldados de Octaviano.
Fulvia murió en el 40 a. C., y con su muerte retornó la paz entre Marco Antonio y Octaviano con la firma del tratado de Brindisi. La paz, sin embargo, duró muy poco, ya que otra guerra civil estalló ocho años más tarde.